# Wetenschappelijke promotie

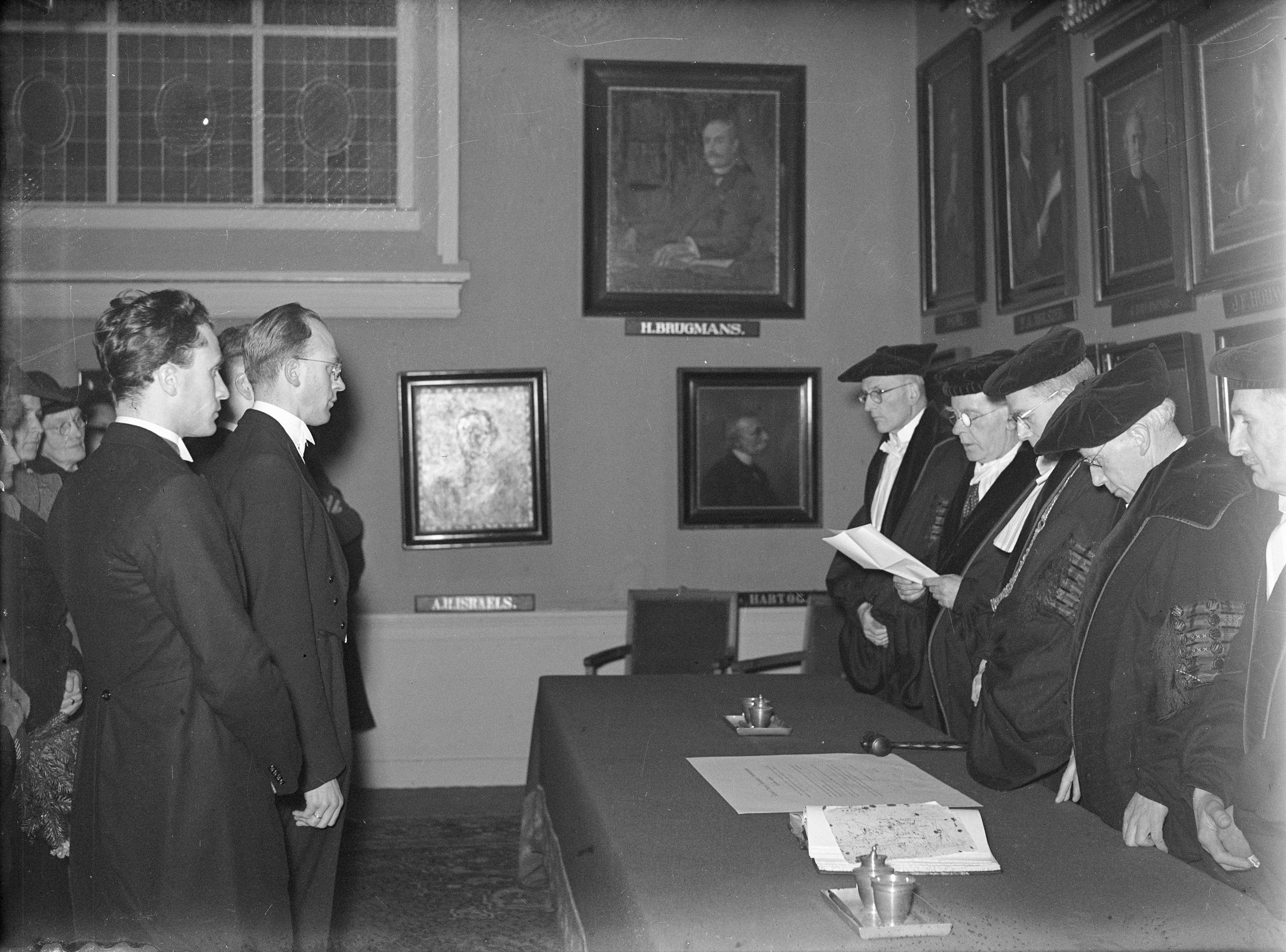
Academische promotie aan de Universiteit van Amsterdam. Links voor de tafel de promovendus (George Rijnders) tussen zijn paranimfen, rechts de promotiecommissie van hoogleraren met de promotor. De uitslag van de promotiecommissie wordt voorgelezen. Maart 1946

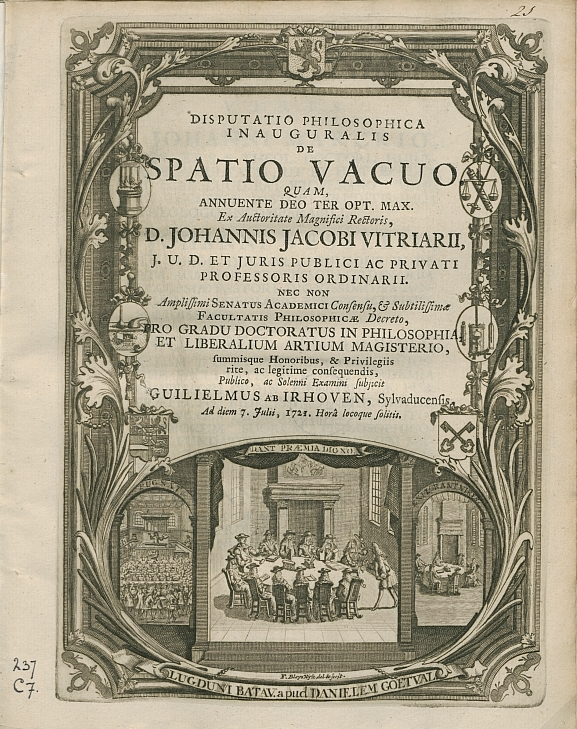
Promotieplechtigheid in 1721 in Leiden, afgebeeld op het proefschrift van Willem van Irhoven uit Den Bosch over de lege ruimte (De Spatio Vacuo)

Wetenschappelijke promotie is het behalen van de academische graad van doctor door het schrijven en publiekelijk verdedigen van een proefschrift aan een universiteit, onder supervisie van een promotor.   Hoogleraren maar ook anderen aan wie het promotierecht is toegekend, kunnen als promotor optreden. Strikt genomen is de promotie slechts het ondeelbare moment tijdens de promotieplechtigheid waarop de promotor de promovendus bevordert tot doctor, na de verdediging en de beraadslaging door de corona. De promotie gaat volgens een vast ceremonieel, dat sterk per land en per universiteit kan verschillen.
Degene die gaat promoveren is een promovendus. In principe wordt iemand die aan een proefschrift werkt een doctorandus genoemd (hij die nog doctor moet worden), maar in Nederland wordt de term promovendus al gebruikt vanaf de start van het onderzoeksproject.
De promotieplechtigheid wordt in Vlaanderen ook wel het doctoraatsexamen genoemd. Degene die bij een bepaalde hoogleraar gepromoveerd is, wordt formeel als diens promotus aangeduid.

## Voorbereiding

### Toelating
Om tot de doctoraatsopleiding toegelaten te worden, moet men eerst de graad van Master (Master of Science, Master of Arts, meester in de rechten of ingenieur) of een daarmee gelijk te stellen (bijvoorbeeld buitenlandse) graad hebben behaald. Bij hoge uitzondering wordt vrijstelling verleend van dit vereiste.

### Begeleiding
Naast de promotor zijn er vaak een of meer andere begeleiders van de promovendus. Veelal zijn dit de dagelijkse begeleiders, waar de promotor meer op afstand staat. Deze begeleiders, veelal universitair (hoofd)docenten, worden meestal tot copromotor benoemd. Soms heeft een promovendus meer dan één promotor en/of meer dan één copromotor. 
Het onderzoek voor een doctoraat wordt veelal aan een universiteit uitgevoerd, maar noodzakelijk is dat niet. Het is ook mogelijk als "buitenpromovendus" te promoveren, bijvoorbeeld als medewerker van een niet-universitaire onderzoeksinstelling, zoals een researchlaboratorium in het bedrijfsleven, of een perifeer ziekenhuis.

### Aanstelling

#### Nederland
Promovendi die hun onderzoek aan een universiteit uitvoeren, zijn in Nederland vaak in dienst van die universiteit en verrichten onderzoek dat vergelijkbaar is met dat van andere wetenschappelijke stafleden. Zij geven daarnaast  onderwijs. De Nederlandse Organisatie voor Wetenschappelijk Onderzoek (NWO) financiert in Nederland ook onderzoek van promovendi.
Sommige promovendi krijgen een beurs in plaats van een salaris. Zij zijn dan geen personeelslid maar hebben een status die lijkt op die van een student. Buiten Nederland is dat minder ongebruikelijk. 
Vooral in de natuurwetenschappen dragen promovendi veel bij aan het onderzoek. Een hoogleraar kan als onderzoeksleider net zomin zonder promovendi functioneren als een dirigent zonder orkest. 
Wettelijk bestaat in Nederland maar één soort doctorstitel, te vergelijken met de Angelsaksische PhD (Doctor of Philosophy). Een Nederlands proefschrift bevat vaak uit drie of meer wetenschappelijke publicaties, maar in sommige Angelsaksische gebieden is het niet geoorloofd tussentijds onderzoeksresultaten te publiceren die vervolgens in het proefschrift worden opgenomen.

#### Vlaanderen
In Vlaanderen zijn doctorandi in de regel betaalde medewerkers aan de universiteit. Gelijkaardig aan NWO bestaat er in Vlaanderen een Fonds voor Wetenschappelijk Onderzoek. Er zijn doctorandi die als assistent bezoldigd worden door de universiteit en er zijn doctorandi die extern bezoldigd worden. Net zoals in Nederland nemen doctorandi doorgaans onderwijstaken op.

## Promotieplechtigheid in Nederland

### Voorbereiding
Voordat de plechtigheid plaatsvindt, moet het proefschrift worden goedgekeurd. De eerste stap is de goedkeuring door de (co)promotoren. Daarna wordt het proefschrift voorgelegd aan een beoordelingscommissie (soms promotiecommissie genoemd), bestaande uit enkele wetenschappers die soortgelijk onderzoek doen als de promovendus, meestal hoogleraren. Dit kunnen ook wetenschappers uit het buitenland zijn. Op sommige universiteiten is de promotor lid van de commissie, bij andere juist niet. Dergelijke commissies zijn een betrekkelijk recent verschijnsel en zijn in het leven geroepen om te voorkomen dat een promotor - voor wie een promotie ook een prestigeproject is - te gemakkelijk promovendi laat promoveren. Het komt dan ook wel voor dat de commissie een proefschrift afkeurt dat de promotor had goedgekeurd. Meestal krijgt de promovendus de kans aanpassingen te doen en het manuscript weer aan de commissie voor te leggen. Formeel moet het manuscript goedgekeurd worden door het College voor promoties, voorheen College van decanen, vertegenwoordigd door de decaan van de betrokken faculteit.
Na goedkeuring krijgt het proefschrift de definitieve vorm en wordt het in beperkte oplage vermenigvuldigd en toegezonden aan belangstellenden. Soms wordt daarnaast de samenvatting, vaak met stellingen, apart verspreid, het zogenaamde schijntje.

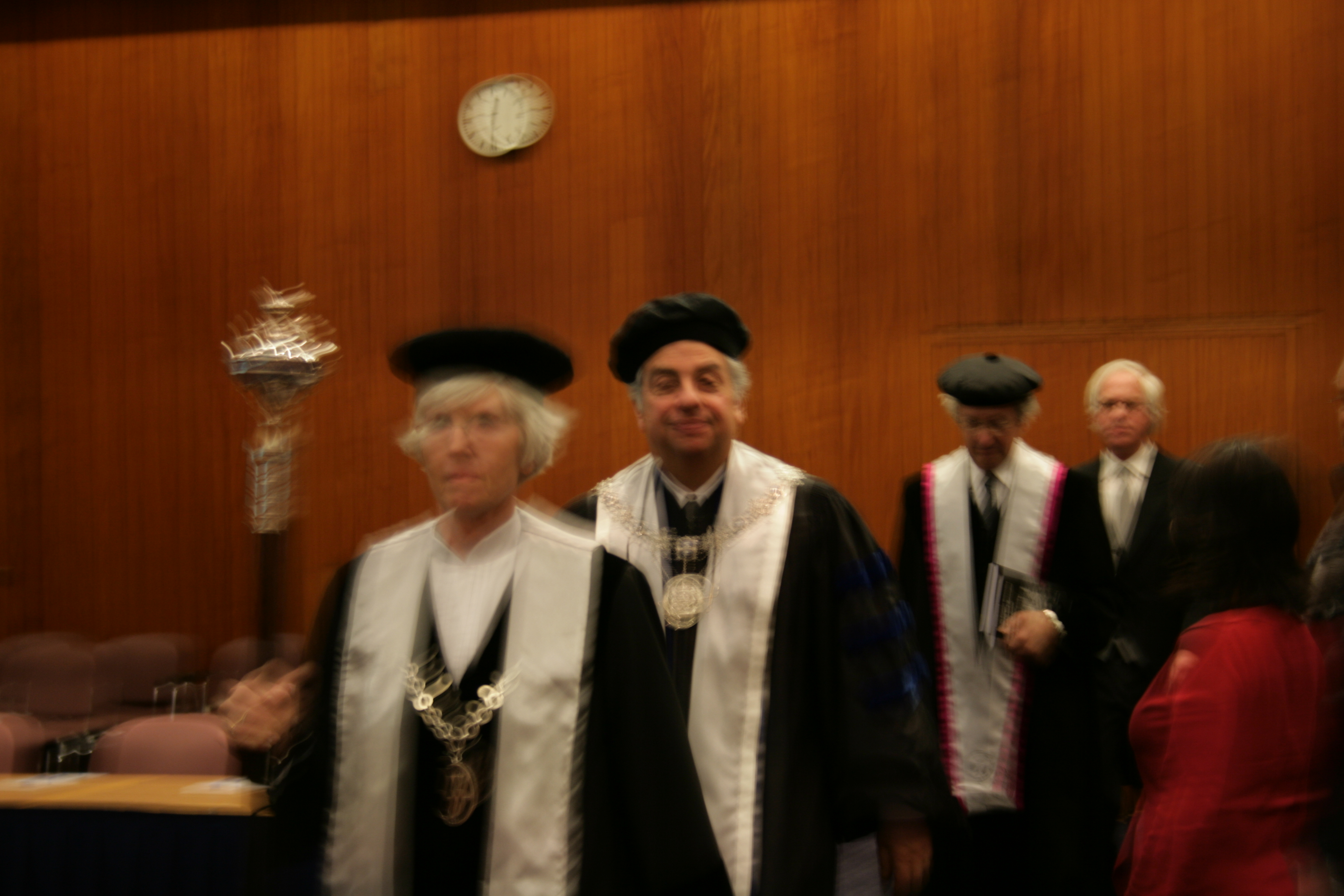
Pedel en promotiecommissie tijdens een promotie in Delft, 2008

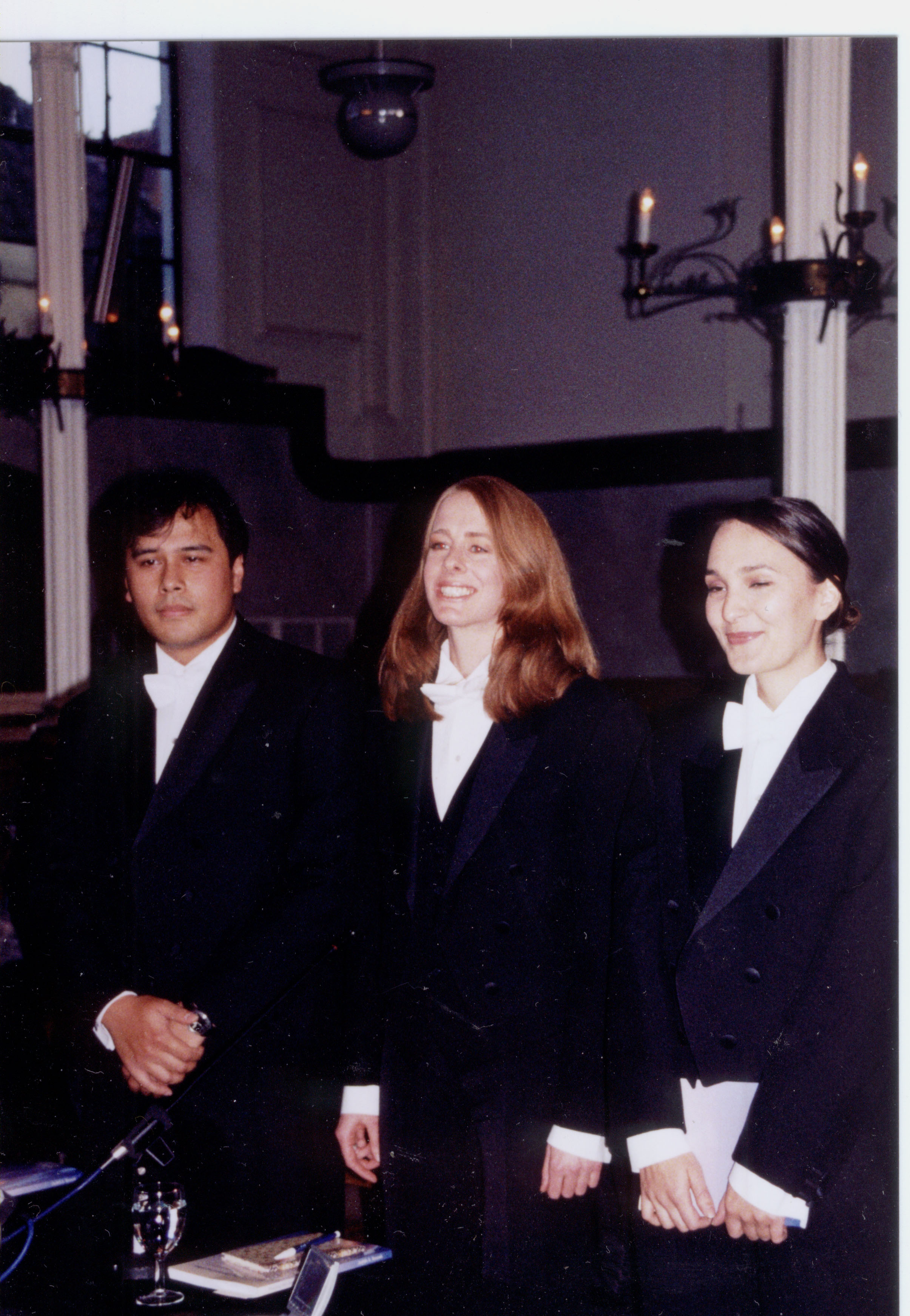
Promovenda geflankeerd door paranimfen tijdens een promotie in Leiden, 2007

De promovendus wordt geacht tijdens de promotieplechtigheid in representatieve kleding (traditioneel, maar niet bij alle universiteiten verplicht, in rokkostuum) te verschijnen. Vrouwelijke promovendi dragen een speciale jurk die representatief moet zijn. De promovendus kan zich laten bijstaan door een of twee paranimfen die zich in kleding voegen naar de promovendus. De paranimfen kunnen collega's zijn, maar ook vrienden of familieleden. De promotiecommissie tijdens de zitting bestaat uit de promotor(en), eventuele copromotoren en andere genodigde opponenten. Ook de leden van de beoordelingscommissie kunnen deel uitmaken van deze promotiecommissie.
De promovendus en de paranimfen verkleden zich voor de promotie in een aparte ruimte, vaak een als 'zweetkamertje' aangeduide kamer. Daar worden de promovendus en de paranimfen opgehaald door de in traditioneel gewaad gestoken pedel van de universiteit, die hen met een staf (de scepter) voorgaat naar de promotiezaal. De volgorde kan van universiteit tot universiteit verschillen, bijvoorbeeld eerst de pedel, de promovendus en dan de paranimfen. Daarna staat iedereen in de zaal op en leidt de pedel de leden van de promotiecommissie binnen, en eventuele andere leden van deze stoet, het cortege. Hoogleraren dragen de aan hun universiteit gebruikelijke toga met muts. Als zij hebben plaatsgenomen in de corona en hun muts hebben afgenomen, mag iedereen in de zaal op een teken van de pedel of de voorzitter van de vergadering weer gaan zitten.

### De zitting
Gedurende de verdediging wordt de promovendus in een openbaar debat aan de tand gevoeld over het proefschrift met de eventuele stellingen, die hij zo goed mogelijk moet verdedigen. De verdediging duurt 45 of 60 minuten, afhankeljk van de universiteit.
De opponenten stellen bij toerbeurt vragen. Bij de beantwoording van de vragen kiest de promovendus de geeigende aanspreektitel, die reglementair is vastgelegd. Voor hoogleraren is dat bijvoorbeeld  “hooggeleerde opponent". Soms zijn de paranimfen betrokken bij het beantwoorden van de vragen.  Een slechte verdediging leidt bij hoge uitzondering ertoe dat de doctorstitel niet wordt toegekend, maar kan wel consequenties hebben voor het judicium (bijvoorbeeld 'cum laude', met lof).
De discussie tussen promovendus en opponenten is doorgaans strikt wetenschappelijk van aard. Om de andere aanwezigen, zoals familie, tegemoet te komen, bestaat bij sommige universiteiten de gewoonte dat de promovendus een korte begrijpelijke 
toelichting op het proefschrift geeft, het lekenpraatje.
Als de vastgestelde tijd voor de verdediging om is, komt de pedel binnen, stampt met zijn staf op de grond en roept luid: “Hora est!” (“Het is tijd!” of "Het is een uur!") of woorden van gelijke strekking. 
Vervolgens trekt de commissie zich terug om zich te beraden of aan de promovendus de doctorstitel kan worden verleend. In de praktijk is dat vrijwel altijd het geval. Besproken wordt of de doctorstitel cum laude wordt verleend, al is in het voortraject al nagegaan of het proefschrift in principe daarvoor in aanmerking komt.

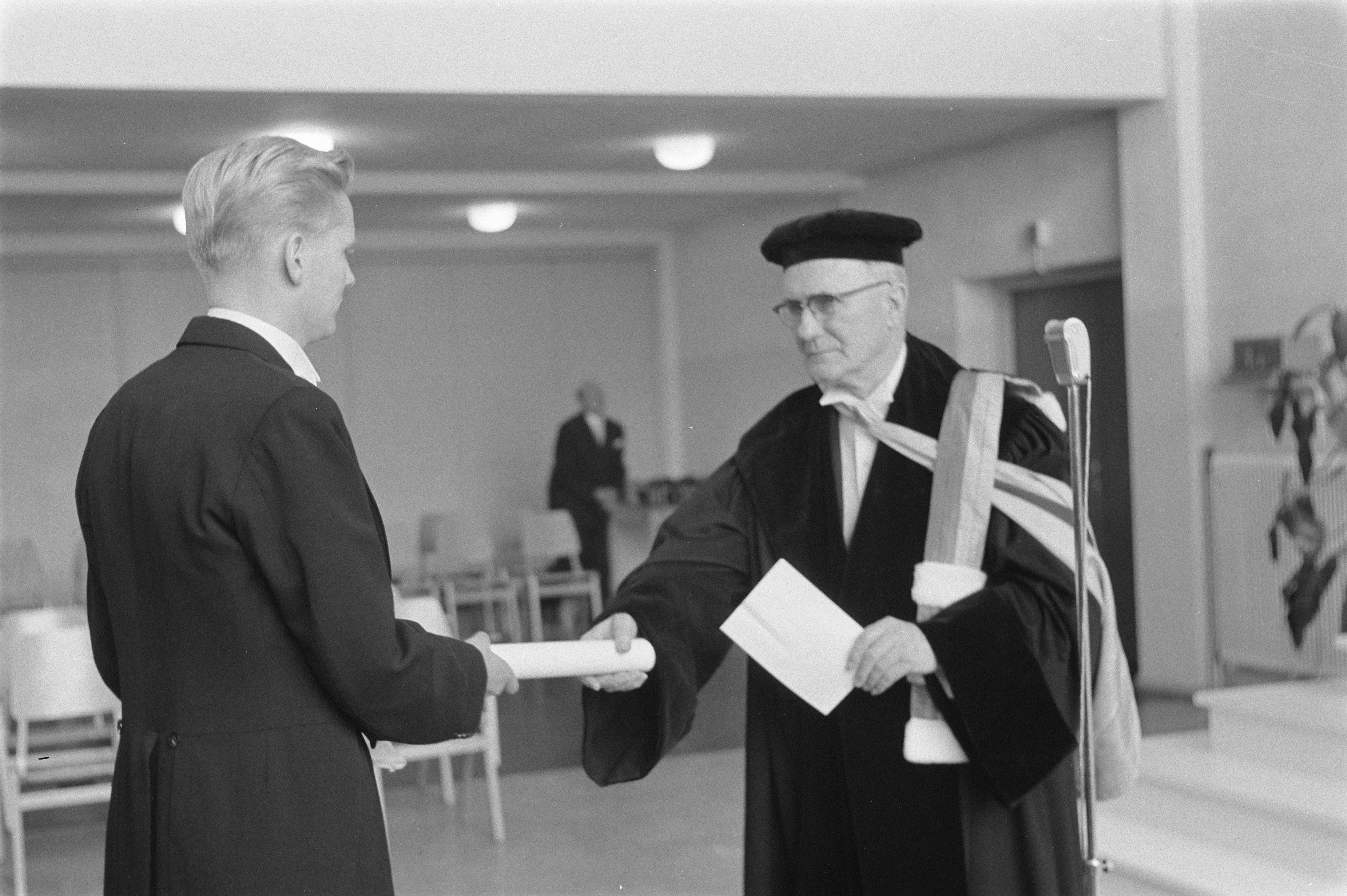
De diploma-uitreiking na de laudatio bij een promotie (Promotie tot doctor in de letteren en wijsbegeerte van de 25-jarige Luitenant ter Zee der derde klasse KMR P. J. D. Drenth)

Na het beraad keren de promotiecommissie en de promovendus weer terug in de zaal, reikt de promotor met een toespraakje (laudatio) de doctorsbul uit.

### Verschillen in de ceremonie
Per universiteit kan de procedure bij de ceremonie wat verschillen. Zo heeft aan een aantal Nederlandse universiteiten de promovendus de gelegenheid om zijn of haar proefschrift aan het publiek toe te lichten, voordat de opponenten hun vragen stellen. Soms maakt dit deel uit van het officiële programma. De duur van zo'n lekenpraatje is onderdeel van de duur van de promotieceremonie. De rol van de promotor kan per universiteit ook verschillen. Soms stelt deze de eerste vraag, soms de laatste en soms geen vraag. Soms spreekt de copromotor de jonge doctor toe. De promotieplechtigheid in Nijmegen en Tilburg begint en eindigt met een kort gebed, uitgesproken door de rector magnificus, nadat iedereen binnen is en voordat de hoogleraren de zaal verlaten.
In Groningen roept de pedel in plaats van “Hora est!”, “Hora finita!”. In Twente, waar geen Latijnse traditie is, wordt de verdediging afgesloten met de woorden: “Mijnheer/Mevrouw de rector, de tijd is verstreken”.
De kledingvoorschriften voor promovendi en leden van de promotiecommissie lopen ook wat uiteen. Aan de Universiteit Leiden dragen promovendus en paranimfen bijvoorbeeld een rok met niet een wit, maar een zwart vest (en een wit strikje). In Wageningen en Groningen kunnen promovendi kiezen voor het dragen van ceremoniële kleding uit het land van herkomst.
In Wageningen werd tot 1 januari 2017 naast het laudatio ook een judicium uitgesproken, waarbij in de openbare toespraak door de promotor het oordeel van de commissie over het proefschrift en de verdediging wordt gegeven.

### Uitstel of afstel van de promotie
Een promotieplechtigheid verloopt bijna altijd gladjes. Wel komt het voor dat een of meer van de commissieleden flink tegengas geeft, of ronduit ontevredenheid toont over het behaalde resultaat, maar na afloop van de plechtigheid wordt de promotie vrijwel altijd toegekend. De commissie heeft immers het werk al lang tevoren gelezen en goedgekeurd. Een afkeuring na de plechtigheid zou niet alleen de promovendus blameren, maar ook de promotor, de commissieleden en de universiteit.
De enige mogelijke uitzondering hierop, zo wordt altijd gezegd, is dat er ter plekke fraude zou worden vastgesteld, bijvoorbeeld plagiaat.
Het komt zo weinig voor dat een al goedgekeurd proefschrift toch niet tot een promotie leidt, dat dit de landelijke kranten zal halen. Voorbeelden:
- Het is voorgekomen dat de promovendus kwam te overlijden nadat het proefschrift was voltooid en goedgekeurd, maar vóór de dag van de plechtigheid (daar zitten soms maanden tussen). Dan rijst de vraag of iemand postuum kan promoveren. Die vraag is minder academisch dan hij lijkt, omdat ook een universiteit en de betreffende faculteit belang hebben bij een voltooide promotie: het draagt bij aan de reputatie en het kan ook financiële consequenties hebben. Postume promoties zijn niet gebruikelijk, maar zijn wel voorgekomen.
- Eind 2002 werd aan de Vrije Universiteit Amsterdam een promotie van een van fraude betichte arts op het laatste moment afgeblazen. Het langlopende onderzoek dat volgde leidde in 2006 tot de conclusie dat het inderdaad aannemelijk was dat er gebruikgemaakt was van verzonnen patiëntgegevens.[4] Uiteindelijk stelde het Academisch Medisch Centrum de arts later alsnog in de gelegenheid aan de Universiteit van Amsterdam te promoveren op basis van ander, niet in twijfel getrokken, onderzoek.[5]
- In januari 2008 werd aan de TU Eindhoven de promotie van Marcoen Cabbolet een week van tevoren uitgesteld en later afgeblazen. De vertrouwenscommissie van dezelfde universiteit bracht in augustus 2008 een rapport uit waarin de TU Eindhoven over de kwestie in het ongelijk leek te worden gesteld.[6] De promovendus verdedigde zijn proefschrift uiteindelijk in 2011 aan de Vrije Universiteit Brussel.[7]
- In september 2011 werd in Tilburg een promotie uitgesteld omdat er in het proefschrift gebruik was gemaakt van verzonnen onderzoeksgegevens die afkomstig waren van Diederik Stapel.[8]
- In mei 2013 werd een promotie aan de Vrije Universiteit in Amsterdam een dag tevoren uitgesteld wegens onzorgvuldigheden in het proefschrift.[9]
- In het najaar van 2021 werd aan de Tilburg University een promovenda, na de openbare verdediging van het unaniem goedgekeurde proefschrift, de graad van doctor onthouden, hoewel wel meteen een toezegging werd gedaan tot een herkansing. Er was stevige kritiek op de manier waarop de doctorsgraad geweigerd werd van onder meer emeritus hoogleraar Jan Vranken[10] en de hoogleraar en jurist Fred Hammerstein.[11][12] In januari 2022 kreeg de promovenda, na wederom haar proefschrift verdedigd te hebben, alsnog de doctorsgraad.[13]

## Promotie in België
Het proefschrift wordt in België beoordeeld door een jury. Deze jury bestaat uit de promotor en de decaan en een aantal professoren die geacht worden over kennis van de materie te beschikken. Veelal wordt ten minste een externe professor van een andere universiteit in de jury opgenomen. De faculteitsraad komt samen en bepaalt dan een datum en uur voor de verdediging. Dit wordt ad valvas bekendgemaakt. De verdediging is publiek en behalve de doctorandus en de jury zijn doorgaans ook familieleden, kennissen, collega's assistenten en studenten aanwezig. De doctorandus en de jury gaan gekleed in een pak met das. Soms is er voorafgaand ook een zogeheten preliminaire verdediging, die niet publiek is en waar in de praktijk de beoordeling over de thesis gebeurt. De doctorandus presenteert zijn onderzoek in circa één uur, maar er is geen strikte tijdslimiet. Dan krijgen alle aanwezigen de gelegenheid om vragen te stellen, waarbij de decaan het woord verleent en de doctorandus zo uitgebreid mogelijk antwoordt. In praktijk zijn het de juryleden, die immers als enigen de thesis vooraf hebben kunnen inzien, die vragen stellen. Op aangeven van de decaan trekt de jury zich terug om te beraadslagen. De jury gaat na, of het werk van de doctorandus waar is, bewezen is, relevant is en oorspronkelijk is. Het is hoogst zelden dat een doctoraat na de verdediging niet toegekend wordt. De beraadslaging gaat er vooral over of het doctoraat wordt toegekend met voldoening (is zeldzaam), met onderscheiding, met grote onderscheiding of met de grootste onderscheiding. In een aantal universiteiten worden echter geen graden meer toegekend. De jury komt dan terug uit beraadslaging en de decaan leest de graad voor, overhandigt het door de jury ondertekende diploma, dat de nieuwe doctor ook moet ondertekenen. Dan volgt een receptie met schuimwijn.

### Aggregaat
Een doctor die een vaste benoeming als gewoon hoogleraar beoogde, kon tot 1995 een aggregaat voor het hoger onderwijs behalen. Dit verliep in twee delen. Het eerste deel ging zoals een doctoraat: de doctor verrichtte onderzoek, schreef een thesis en verdedigde die thesis publiek voor de jury van professoren. Het tweede deel bestond uit de proefles. De doctor moest in de grote aula een openbare proefles geven die voor iedereen begrijpelijk is. De aanwezige professoren van de jury droegen bij die gelegenheid hun toga en de zitting vertoonde een plechtig karakter. Ook de rector was aanwezig. Na de proefles trok de jury zich terug om te beraadslagen en verleende de doctor dan het perkamenten diploma van geaggregeerde voor het hoger onderwijs.

## Eredoctoraat
Veel universiteiten reiken soms eredoctoraten uit aan mensen die zich op bepaalde gebieden erg verdienstelijk hebben gemaakt. Dit zijn ofwel vermaarde geleerden op het betreffende vakgebied, zoals Jac. P. Thijsse, die vooral bekend is geworden door de Verkade-albums, of publieke figuren van bijzondere betekenis. Zo verleende de Leidse Universiteit in 1999 een eredoctoraat aan Nelson Mandela en verleende de Vrije Universiteit in 1965 het eredoctoraat aan Martin Luther King en in 2008 aan Gerrit Zalm. Nederlandse universiteiten zijn niet royaal met eredoctoraten. Een Duitse hoogleraar met een zekere staat van dienst heeft vaak verschillende eredoctoraten, in Nederland is dat een uitzondering. Bekende Duitse eredoctors waren de componisten Robert Schumann en Johannes Brahms. De titel voor een persoon aan wie een eredoctoraat wordt verleend, wordt in officiële termen een doctor honoris causa genoemd, afgekort doctor h.c.
De uitreiking van een eredoctoraat gaat net als een gewone promotie gepaard met een plechtige bijeenkomst.

## Oudste promovendi in Nederland
Op 19 april 2011 promoveerde in Nijmegen Gerrit F. Deerns, met 89 jaar vermoedelijk de oudste promovendus in de geschiedenis van de Nederlandse universiteiten. Hij was afgestudeerd in de filosofie en op zijn 69e ook in de theologie. Op 7 juli 2005 promoveerde in Groningen nog mevrouw J.G. (Hanny) Heres Diddens-Wischmeyer op 84-jarige leeftijd. Zij schreef haar  proefschrift over vertaalrecht in de EU en was vermoedelijk de oudste promovenda van Nederland.